# Regió de Junín
Junín és una regió del Perú. Limita amb les regions de Pasco, Ucayali, Cusco, Ayacucho, Huancavelica i Lima.

## Divisió administrativa
La regió es divideix en 9 províncies:
- Huancayo
- Concepción
- Chupaca
- Jauja
- Tarma
- Yauli
- Junín
- Chanchamayo
- Satipo